# Comité des industries du coton et fibres connexes de l'Union européenne
Le Comité des industries du coton et fibres connexes de l'Union européenne (ou Eurocoton) est un organisme de droit international privé rassemblant les fédérations nationales de ce secteur industriel de la plupart des pays de l'UE, de la Suisse et de la Turquie, qui produisent encore des textiles à base de coton ou assimilé.
Eurocoton a pris part à la récente consultation publique de la Commission européenne sur la stratégie à suivre à l'égard de la Chine. Son rapport expose que l'industrie textile et vestimentaire de l'UE a perdu aux alentours de 700 000 emplois, soit environ 30 % de sa main d'œuvre, dont plus de 18 000 emplois pour la seule année 2006.
Le secrétaire général d'Eurocoton, Michèle Anselme affirme cependant ne pas voir la fin ni le déclin de l'industrie textile européenne, à condition que les autorités européennes ne la déstabilisent pas par un environnement économique favorisant les producteurs extra-continentaux sur les industriels européens.
Pour l'avenir, le rapport voit se dessiner la tendance d'un plus petit nombre d'entreprises, mais de taille plus importante, et axées sur une stratégie de partenariat avec les concurrents étrangers.